# Château de Pouilly (Dijon)

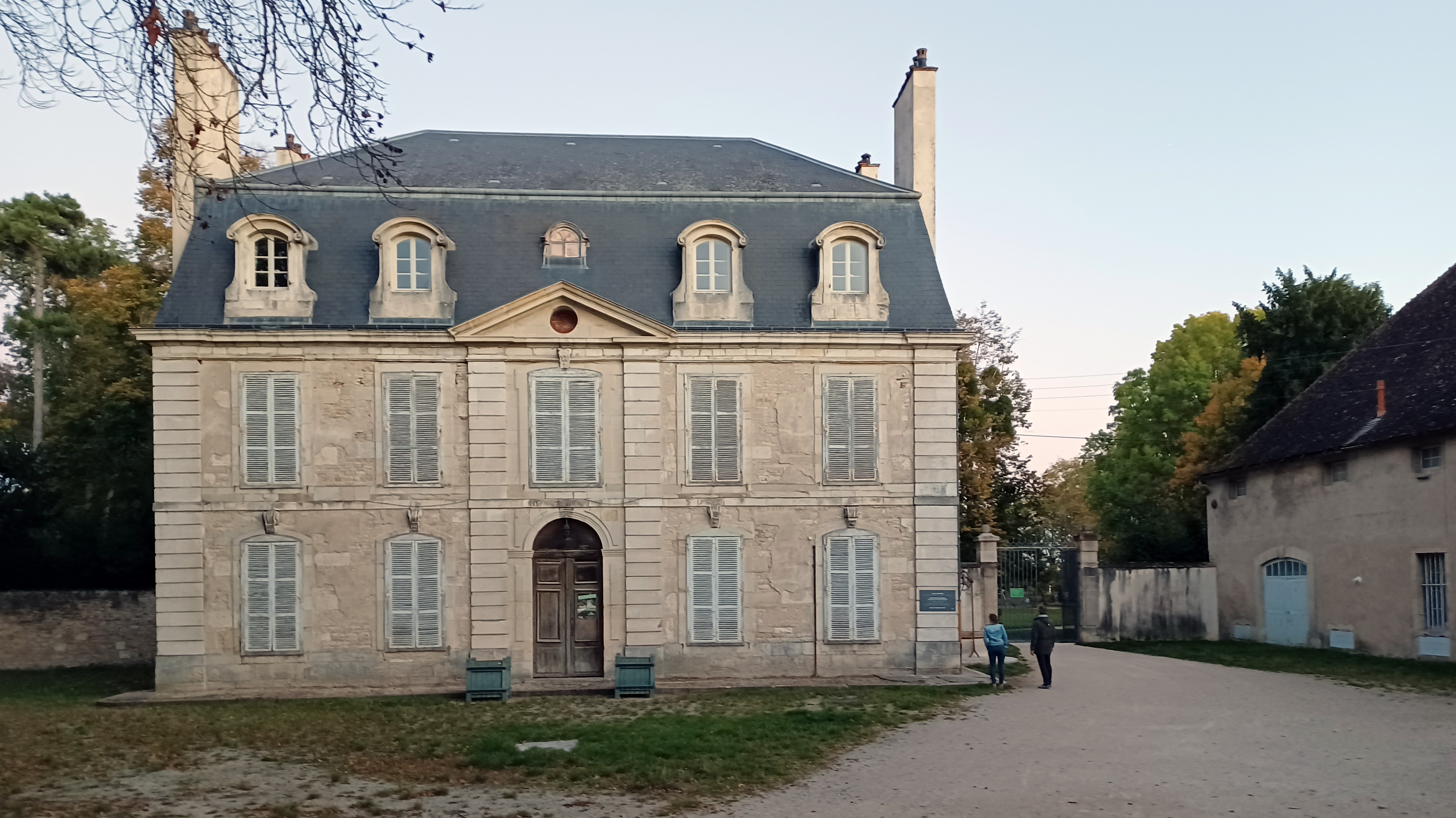
Nordwestfassade

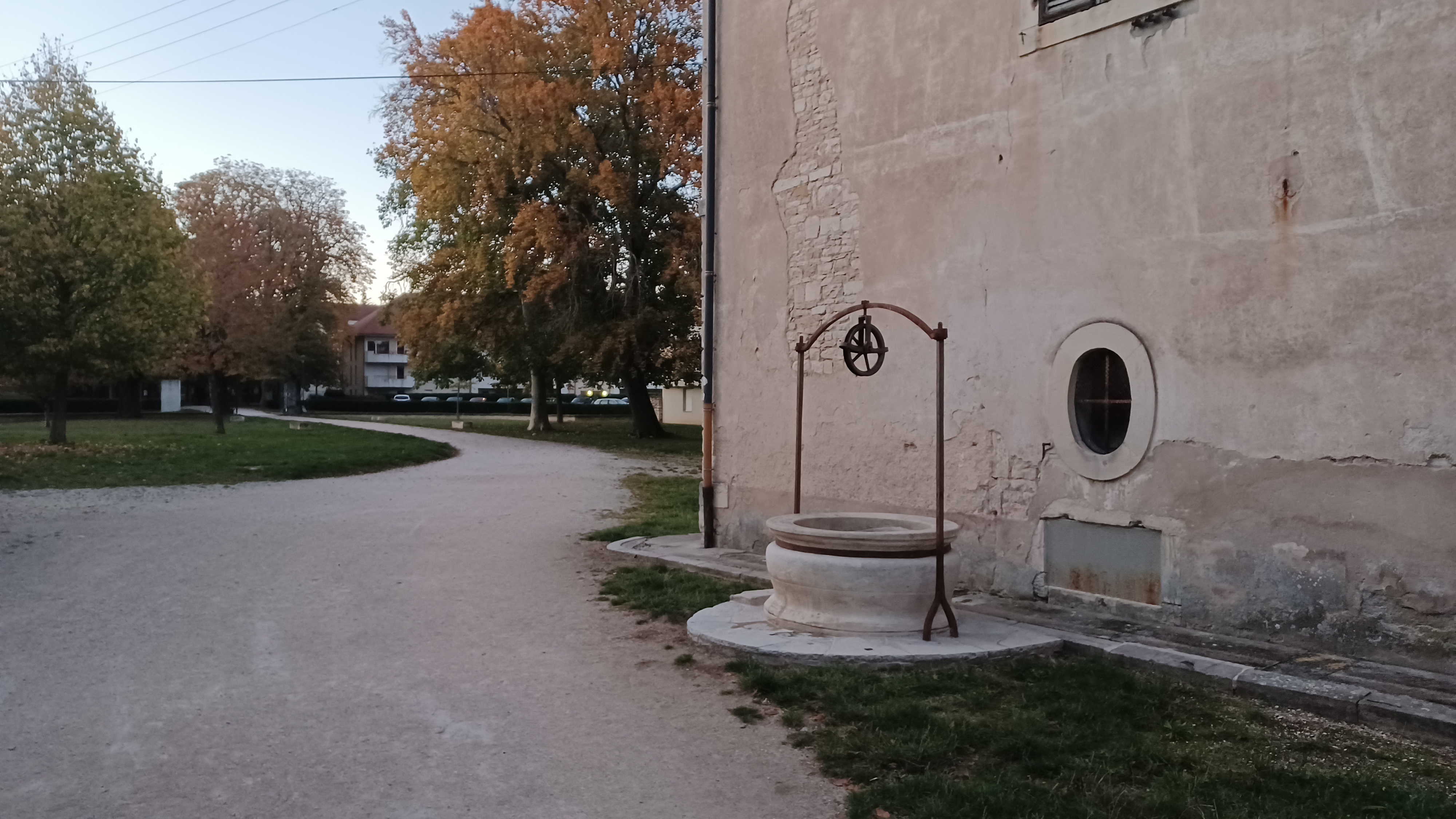
Blick auf den Place d’Amérique

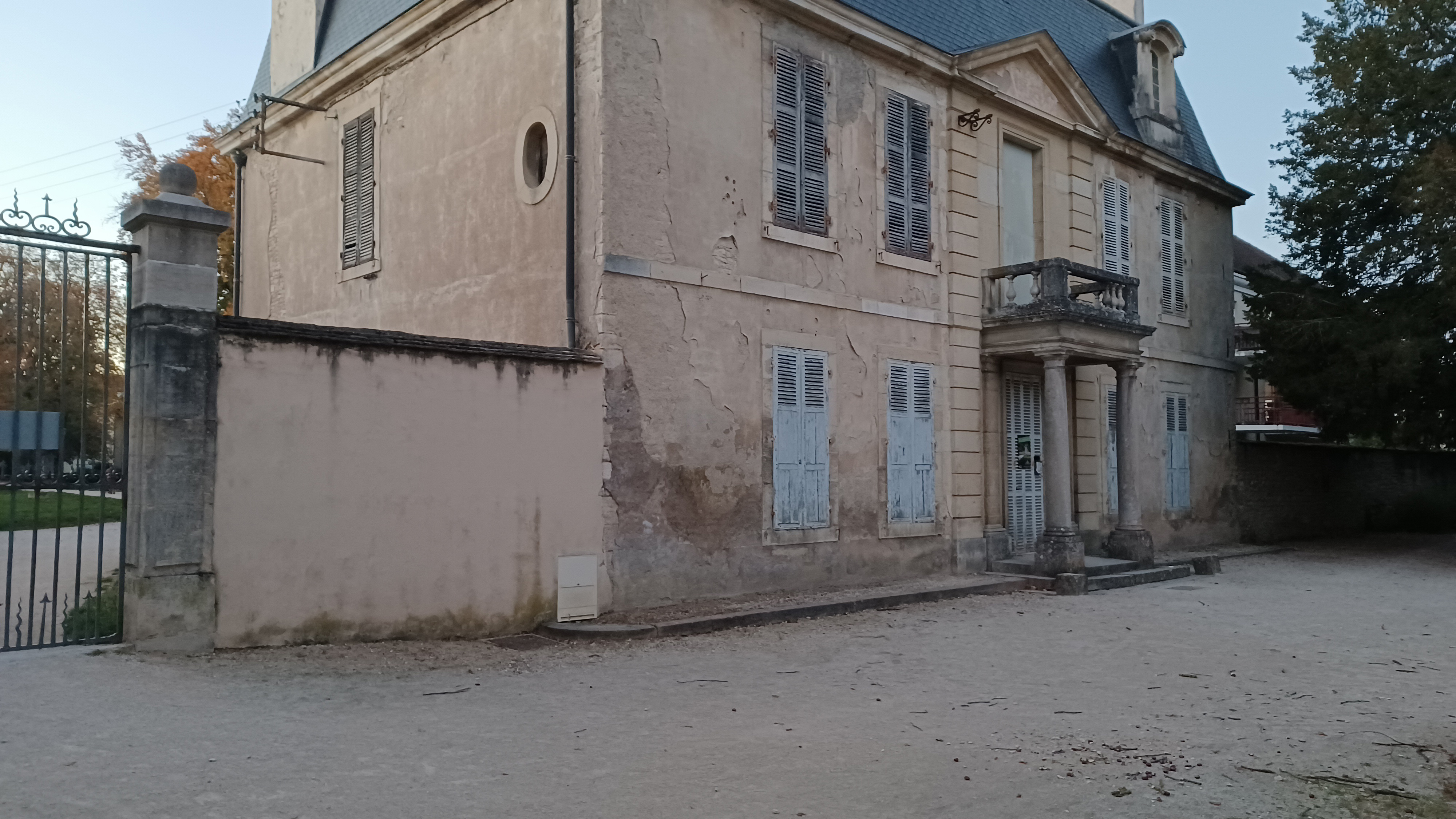
Gartenseite

Das Château de Pouilly war der Landsitz der Familie Bouhier vor den Toren der Stadt Dijon, inzwischen im gleichnamigen Stadtquartier Pouilly gelegen. Heute steht das 1993 von der Stadt erworbene Anwesen leer. Der etwa 2 ha große Park des im 16. Jahrhundert ursprünglich ca. 230 ha umfassenden Besitzes steht heute der Öffentlichkeit zur Verfügung.

## Geschichte
Aus einer landwirtschaftlichen Siedlung hervorgegangen, war Pouilly um das Jahr 1000 ein kleines Lehen, das von lokalen Herren gehalten wurde. Im 12. und 13. Jahrhundert wurde das Landgut durch einen Wehrturm (maison-forte) an der heutigen Stelle des Schlosses verteidigt.
Bereits im Mittelalter wurde Pouilly als Chateau erwähnt und zu Beginn des 16. Jahrhunderts von der mächtigen burgundischen Familie Bouhier erworben. Generationen bauten es zu einem immer komfortableren Landsitz aus und vergrößerten ihren Grundbesitz stetig. Zwischen 1704 und 1760 bauten sie das heute noch bestehende Gebäude, das damals als Landsitz galt. Durch ihre Rolle im administrativen, kulturellen und religiösen Leben war die Familie Bouhier drei Jahrhunderte lang eine der bedeutendsten Familien im Burgund. Die Französische Revolution führte zum raschen Ende dieses Besitzes für die aristokratische, inzwischen in den Adelsstand erhobenen Familie. Während dieser Zeit wurde es beschlagnahmt und 1795 als Staatseigentum verkauft. Danach wechselten die Eigentümer häufig und der Umfangreiche Grundbesitz wurde stückweise veräußert.
Die Besitzer des 19. Jahrhunderts haben das Schloss innen und außen renoviert. Die Gestaltung eines französischen Gartens wurden durch Obstgärten und einen englischen Park ersetzt, der von einer Steinmauer umgeben war und so zum Clos de Pouilly wurde. Henry Roydet, Mitglied der Gartenbau- und Baumschulgesellschaft der Côte d’Or, experimentierte von 1853 bis 1899 mit dem Anbau von Obstbäumen auf seinem Landgut. Indem er seinen Park mit Obstbäumen bepflanzt, veranschaulicht er die Begeisterung des Bürgertums seiner Zeit für den Obstbau, der um 1860 seine Blütezeit erlebte, nachdem bereits Ludwig XIV. mit der Anlage von Obst- und Gemüsegärten in Versailles dafür Interesse geweckt und eine neue Mode eingeführt hatte.
1914 erwarb die Familie Pétolat das Anwesen. Seit 1880 betrieben sie in Dijon die Usines Pétolat, die auf den Bau von Schienenfahrzeugen spezialisiert waren. Ihr Werk lag kaum 500 Meter vom Château entfernt an der Bahnstrecke Dijon-Ville–Is-sur-Tille. Als Gönner installierten sie Sprungbretter am Teich des Anwesens und luden ihre Arbeiter zum Baden ein. Das etwa 100 Meter lange Becken war wenig nördlich noch auf den Generalstabskarten von 1950 eingezeichnet und unter dem Namen Picine Pétolat bekannt.
Inzwischen ist nahezu das gesamte ehemalige Areal wohnbebaut worden. Mit der Allee de Pouilly, der von der RN 74 ausgehenden, ehemaligen Zuwegung zum Hauptgebäude und dem halbkreisförmig angelegten Place d’Amérique blieben die ursprünglichen städtebaulichen Formen erhalten und durch die Öffnung der ehemals privaten Gärten konnte die Wohnqualität dieses urbanen Raums erhöht werden. Die zukünftige Nutzung des Haupthauses ist ungeklärt, zumal es nicht unter Denkmalschutz steht.

## Architektur
Das Haupthaus weist die wichtigsten Merkmale der so genannten klassischen Architektur auf: Harmonie der Proportionen, fünf-achsige Symmetrie, Regelmäßigkeit, Ausgewogenheit; dreieckige Giebel und Mansarddach mit Dachfenstern; Eckketten aus Stein; auf der Parkseite Balkon auf Kapitellen mit Steinbalustern.

## Triviales

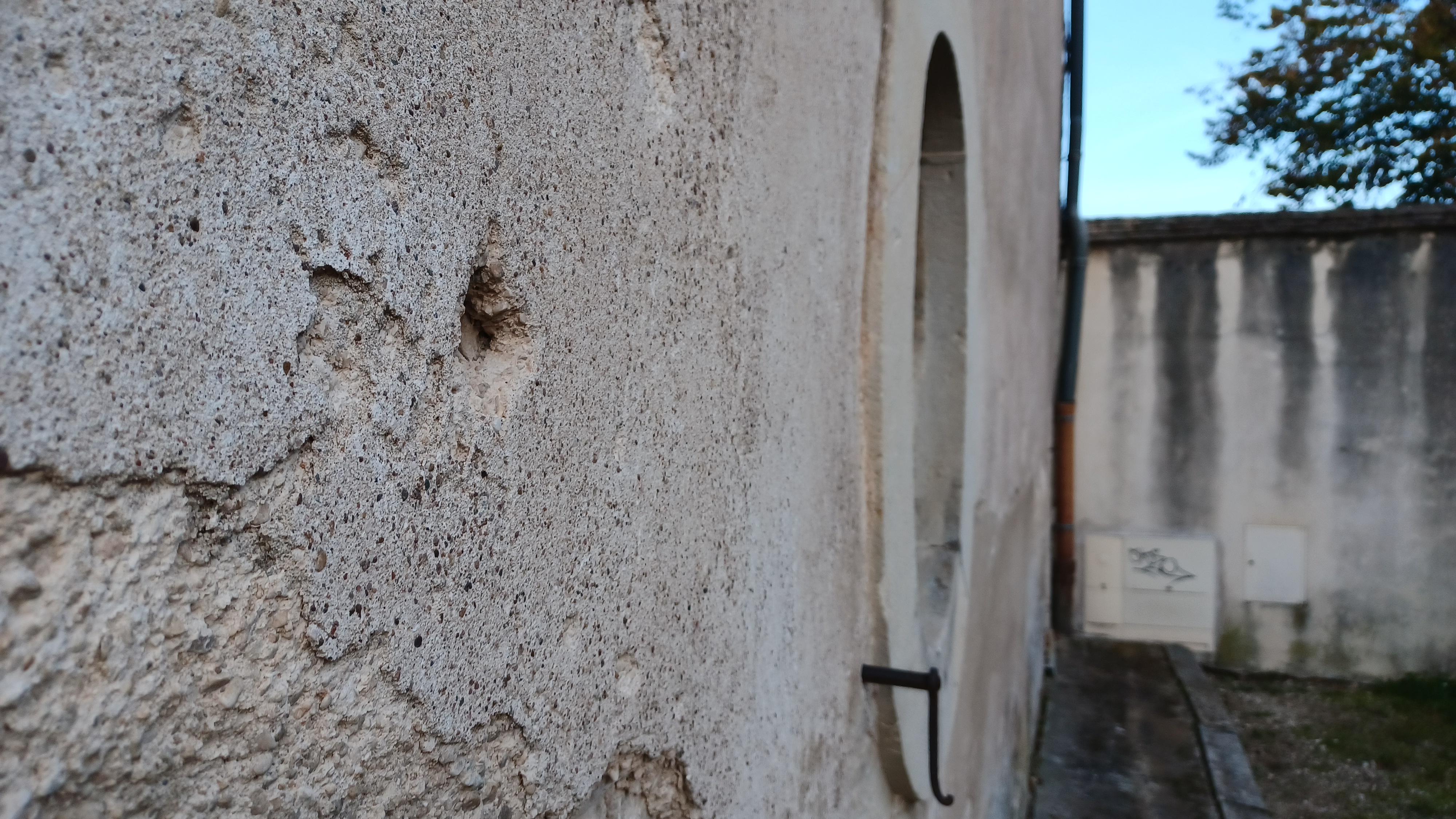
Einschussloch aus dem Deutsch-Französischen Krieg.

Vom 21. bis 23. Januar 1871 standen während der 3. Schlacht von Dijon Giuseppe Garibaldis Truppen dem Preußischen Heer gegenüber. Es kam zu heftigen Kämpfen. Einschusslöcher sind am Schloss immer noch sichtbar.
Im April 1962 fanden im Château Dreharbeiten zum Liebesfilm Le repos du guerrier mit Brigitte Bardot und Robert Hossein unter der Regie von Roger Vadim statt.